# Сунцокрет (музичка група)
Сунцокрет је бивша акустична рок група из Београда.

## Историја групе 1975.-1979.
Групу су основали 1975-е године бивши члан групе Заједно Бора Ђорђевић (вокал и акустична гитара), бивши члан групе У цвету младости Ненад Божић (вокал и акустична гитара) и певачице Снежана Јандрлић и Весна Ракочевић. После сингла "Кара Мустафа" Весна Ракочевић је напустила групу и придружила се групи Здраво. Нови чланови групе су постали Биља Крстић и Горица Поповић. Почетком 1976. групи се придружио басиста Миодраг (Бата) Сокић, који је битно утицао на "електрификацију" групе и улазак у нову стилску фазу.
Група је издала неколико успешних синглова. Током 1976. група осваја награду на фестивалу у Суботици и учествују на БООМ фестивалу 1976-е у Београду.
Њихов деби албум Моје бубе је издат 1977. На албуму су биле песме Кара Мустафа, Мој ђердане, Моје туге, Вук и крава, Оглас, баладе Успаванка, Ни сам не знам када и Први снег. Песму Први снег је написао Душан Михајловић Спира и она је постала знак препознавања ове групе. По издавању албума клавијатуриста Душко Никодијевић и бубњар Љубинко Милошевић постају стални чланови групе. Група Сунцокрет је те године проглашена за акустичарску групу године. У војску одлази Миодраг Бата Сокић, а привремено га замењује Бранко Исаковић.
Године 1978. остали чланови групе одбијају да изводе песму Боре Ђорђевића "Лутка са насловне стране" тако да Бора Ђорђевић и Биља Крстић напуштају групу и придружују се групи Рани мраз.
Снежана Јандрлић и Миодраг Бата Сокић настављају да воде групу са Душаном Дудом Безухом (гитара), Душаном Никодијевићем (клавијатуре) и Владимиром Голубовићем (бубњеви). После два издата сингла, током 1979, група је престала са радом.

## Поновна окупљања
Године 1995, Сунцокрет се поново окупио на концерту у београдском Дому омладине.
Године 2011, Снежана Јандрлић, Биља Крстић, Горица Поповић, Миодраг Бата Сокић и Ненад Божић су се окупили ради извођења песама Први снег и Моје бубе поводом 50-о годишњице суботичког фестивала младих.
Године 2014, Оригинална постава групе се окупила за наступ у једној епизоди серијала Шоу свих времена.
Године 2015, Сунцокрет се поново окупио на добротворном концерту за помоћ Јадранки Стојаковић, у новосадској синагоги.

## Фестивали
- 1976. Хит парада - Ој, невене
- 1976. Омладина, Суботица - Где ћеш бити лепа Кејо, трећа награда стручног жирија
- 1976. Београдско пролеће - Пусто море, пусти вали
- 1976. Бум поп фестивал, Београд - Мој ђердане
- 1976. Београдски сабор - Текла вода (Вече поп - рок група)
- 1977. Бум поп фестивал, Нови Сад - Први снег
- 1977. Омладина, Суботица - Реч Титова
- 1978. Ваш шлагер сезоне, Сарајево - Ноћна птица
- 1980. Омладина, Суботица - Реч Титова (Вече Песме о Титу)

## Награде
Године 1976, Друга награда публике на омладинском фестивалу у Суботици.
Године 1977, Најбоља акустичарска група у Југославији, по избору рок критичара
Године 2006, Радио Б92 је организовао гласање за 100 најбољих југословенских песама. Песма Први снег заузела је 70. место.
У књизи 100 највећих југословенских популарних музичких албума објављеној 1998-е године албум Моје бубе је сврстан на 78-о место.

## Дискографија

### Албуми
- Моје бубе (1977)

### Синглови
- "Кара Мустафа" / "Моје туге" (1975)
- "Где ћеш бити, лепа Кејо" / "Пусто море, пусти вали" (1976)
- "Rock 'n' Roll duku duku" / "Гили гили блуз" (1976)
- "Ој, невене" / "Текла вода" (1976)
- "Имам песму за све људе" / "Човек кога знам" (1978)
- "Длакаво чудо" / "Ноћна птица" (1979)
- "Свиће нови дан" / "Твоја мама гунђа против мене" (1979)

### Остала појављивања
- "Мој Ђердане" (БООМ'76, 1976)
- "Први Снег" (БООМ'77, 1977)